# 小龙门国家森林公园
小龙门国家森林公园是位于中国北京市门头沟区的一个国家森林公园，设立于2000年3月，平均海拔1330米，面积为771公顷。

## 历史
小龙门国家森林公园主体是北京市门头沟区小龙门林场大沟林区，该林场成立于1963年，有大沟林区和东流水林区两个林区。林场区域内的山场和森林早在1947年便被收归国有，1954年至1958年间由国有林管理所经营。1958年春，中国共产党中央委员会、中华人民共和国国务院颁布《关于在全国大规模造林的指示》，要求各地发展国有造林，有计划地新增林场。北京市农林局组织各单位进行绿化造林，其中小龙门村一带被北京市财贸系统绿化单位用于育苗。1963年9月，小龙门林场经北京市人民委员会批准成立，隶属于北京市门头沟区农林局。1988年，中国科学院在小龙门林场建立中国北京森林系统定位研究站，并先后建立气象站、森林径流场、空气检测塔等设施:209。
1994年3月，小龙门林场被北京市林业局批准为市级森林公园。2003年3月被批准为国家级森林公园。2006年6月21日，公园获批成为首都青少年自然生态环境教学基地。2008年1月14日，北京百花山自然保护区升格为国家级自然保护区，小龙门国家森林公园地处保护区的缓冲区。2010年，公园获批成为北京市级校外人才培养基地。

## 地理概况

### 位置境域
小龙门国家森林公园位于北京市门头沟区最西端，灵山西南麓，西与河北省涿鹿县接壤，南与河北省涞水县毗邻，东部及北部属于门头沟区清水镇，距离北京市区114千米。公园地理坐标为东经115度26分，北纬39度58分，109国道从公园内穿过。

### 地质地貌和土壤
小龙门国家森林公园地处灵山脚下的小龙门沟，四面山体环抱。从大地构造上看，小龙门地处山西台背斜、太行山穹折带与军都山褶带的交汇部位，岩石构造主要为花岗岩、闪长岩和正长闪长岩。小龙门的土壤类型主要为山地棕壤、淋溶褐土和亚高山草甸土。淋溶褐土主要分布在海拔1000米以下，土层厚度一般在50厘米左右；山地棕壤分布在海拔1000-1800米之间，土层厚度20-25厘米；亚高山草甸土分布在1800米左右。

### 气候
小龙门地形西高东低，除接受温带大陆性季风气候的控制外，又因自身地形产生山前暖区，有一定的小气候特点。公园内冬季漫长，寒冷干燥，盛行西北风；夏季炎热多雨；春季短暂而多风，气温回升快；秋季晴朗少雨，天高气爽，冷暖适宜。由于地处季风气候区，春秋冬季多受西北干冷空气影响，夏季多受东南海洋暖湿气流影响，降水量的季节分配很不均匀。冬季历年平均降水量8.85毫米，占全年降水量1.5%；春季历年平均降水量52.25毫米，占全年降水量9.5%；夏季历年平均降水量412.5毫米，占全年降水量75%；秋季历年平均降水量76.45毫米，占全年降水量13.9%。
小龙门年平均气温7℃，年最低温度-25℃，最高温度32℃，全年无霜期170天左右，相对湿度40%，平均日照时数2300小时，有效积温2400℃。由于门头沟区山高坡陡，地形复杂，高山区易产生冰雹，在平原消失，多沿山沟移动。

### 水文
小龙门属于海河流域永定河水系清水河支流。由于地处中高山地形，沿山涧沟谷普遍有小泉出露，地下水属于风化带裂隙潜水类型，局部为沙页岩裂隙潜水，这些裂隙一般发育较浅，地下水位也相对较浅。

## 自然资源
小龙门水热条件比较优越，适合森林植物生长，20世纪60年代建立林场，经过人工造林和封山育林，森林资源得到保护，是北京地区森林及植被最好的地区之一。中国科学院生态环境研究中心、植物研究所和动物研究所在小龙门建立北京森林定位研究站，北京师范大学、中央民族大学、北京林业大学、首都师范大学等高校在此设立生物学实习基地。

### 植物
小龙门国家森林公园有林地9683亩，疏林及灌木林地968亩，森林覆盖率91%，林木蓄积量22750立方米。其中人工油松、落叶松蓄积量5602立方米，天然次生林蓄积量17173立方米。公园内的针叶林，除少数华北落叶松天然林外，多为人工林，而落叶阔叶林均为天然次生植被。
公园内植物品种丰富。根据北京师范大学生命科学学院的调查资料，小龙门共有维管植物107科，844种，分别占北京植物种类的63.3%和43%，其中蕨类植物12科，32种；裸子植物4科，12种，被子植物84科，约800种。公园内有北京及京西山区植物特有种北京花楸、百花花楸，以及华北特有种东陵冷杉和华北落叶松，还有紫草科滨紫草、石竹科蝇子草、蔷薇科毛果绣线菊、伞形科密花岩风、辽冀茴芹、菊科还阳参、大头风毛菊、莴苣属羽裂华蟹甲草等稀有植物。

### 动物
公园内野生动物种类繁多，共有野生动物700余种，其中哺乳动物40余种，鸟类150余种，昆虫500余种。
《北京鸟类志》中称北京地区共有鸟类343种，小龙门地区占43%，具体有隼形目的红隼、大𫛭、金雕、灰脸𫛭鹰；鸡形目雉科的雉鸡、勺鸡、石鸡；鸽形目的岩鸽和山斑鸠；鹃形目杜鹃科的鹰鹃、中杜鹃、四声杜鹃等。珍贵鸟类有白喉针尾雨燕、红眉朱雀、长尾雀、鹟科的黄眉姬鹟和寿带，以及国家一级保护动物褐马鸡等。
小龙门还有爬行纲动物蝮蛇、白条锦蛇和王锦蛇，哺乳纲动物狼、豺、狐狸、獾、野猪、豹猫，以及国家二级保护动物斑羚等。

## 旅游开发
1992年开始，小龙门林场开始进行旅游开发:209。小龙门国家森林公园内有长城通道、城墙、古敌楼等遗址，主要分为科学试验区、崇山峻秀区、幽谷探秘区和森林浴场区四个景区，有野鸡岭、野猪林、观景塔、杜鹃山、报春崖、拜佛山、望日坨、蘑菇石、野菜洼、野猪标本室、彩蝶标本室、览翠塔等景点，山顶有沿南山石阶可以直通的瞭望塔，公园内有住宿、餐饮、娱乐设施。
2015年9月24日，北京旅游委公布北京市A级旅游景区最大承载量，小龙门国家森林公园每日最大载客量仅为200人，为全市等级景区中接待量最小的。2020年9月21日，经小龙门森林公园申请，门头沟区旅游景区质量等级评定委员会取消该公园的AA级质量等级，理由为因国家自然保护区功能区分，该景区已不能对外开展经营活动。

## 备注
1. ↑  该保护区设立于1985年[5]